# Giải vô địch bóng đá thế giới các câu lạc bộ 2000
Giải vô địch bóng đá thế giới các câu lạc bộ 2000 (tiếng Anh: FIFA Club World Championship 2000) là giải bóng đá giữa các câu lạc bộ vô địch châu lục lần đầu tiên được FIFA tổ chức tại Brazil từ 5 đến 14 tháng 1 năm 2000. FIFA với tư cách là cơ quan quản lý bóng đá quốc tế đã chọn Brazil là quốc gia đăng cai vào ngày 3 tháng 9 năm 1997 vì giá thầu được cho là mạnh nhất trong số chín ứng cử viên. Lễ bốc thăm được thực hiện tại Cung điện Copacabana ở Rio de Janeiro vào ngày 14 tháng 10 năm 1999. Các trận đấu diễn ra tại Sân vận động Maracanã ở Rio de Janeiro và Sân vận động Morumbi ở São Paulo.
Tám đội bóng, với hai đội đến từ Nam Mỹ, hai đội đến từ châu Âu và bốn đội đến từ Bắc Mỹ, châu Phi, châu Á và châu Đại Dương (mỗi khu vực một đội) tham dự giải đấu. Trận đấu đầu tiên của Club World Cup diễn ra ở São Paulo, và đội giành chiến thắng là Real Madrid của Tây Ban Nha. Nicolas Anelka của Pháp là cầu thủ đầu tiên ghi bàn trong lịch sử Club World Cup, trong khi thủ môn Dida của nhà vô địch Brazil Corinthians là thủ môn đầu tiên giữ sạch lưới của giải đấu.
Corinthians và Vasco da Gama lần lượt đứng nhất bảng để lọt vào trận chung kết. Trước sự chứng kiến của 73.000 khán giả, trận chung kết kết thúc với tỷ số hòa 0–0 sau hiệp phụ. Chức vô địch được xác định qua loạt sút luân lưu và Corinthians thắng 4–3.

## Các đội tham dự
| Câu lạc bộ            | Liên đoàn | Tư cách tham dự                        |
| --------------------- | --------- | -------------------------------------- |
| Corinthians (chủ nhà) | CONMEBOL  | Vô địch Campeonato Brasileiro 1998     |
| Al-Nassr              | AFC       | Vô địch Siêu cúp châu Á 1998           |
| Manchester United     | UEFA      | Vô địch UEFA Champions League 1998–99  |
| Necaxa                | CONCACAF  | Vô địch CONCACAF Champions' Cup 1999   |
| Raja Casablanca       | CAF       | Vô địch CAF Champions League 1999      |
| Real Madrid           | UEFA      | Vô địch Cúp liên lục địa 1998          |
| South Melbourne       | OFC       | Vô địch Oceania Club Championship 1999 |
| Vasco da Gama         | CONMEBOL  | Vô địch Copa Libertadores 1998         |

## Địa điểm
| São Paulo                             | Rio de JaneiroSão Paulo | Rio de Janeiro                                |
| ------------------------------------- | ----------------------- | --------------------------------------------- |
| Morumbi                               | Rio de JaneiroSão Paulo | Maracanã                                      |
| 23°36′0″N 46°43′12″T / 23,6°N 46,72°T | Rio de JaneiroSão Paulo | 22°54′42″N 43°13′49″T / 22,91167°N 43,23028°T |
| Sức chứa: 80.000                      | Rio de JaneiroSão Paulo | Sức chứa: 103.022                             |
|                                       | Rio de JaneiroSão Paulo |                                               |

## Vòng 1

### Bảng A
| Đội             | ST | T | H | B | BT | BB | HS | Đ |
| --------------- | -- | - | - | - | -- | -- | -- | - |
| Corinthians     | 3  | 2 | 1 | 0 | 6  | 2  | +4 | 7 |
| Real Madrid     | 3  | 2 | 1 | 0 | 8  | 5  | +3 | 7 |
| Al-Nassr        | 3  | 1 | 0 | 2 | 5  | 8  | −3 | 3 |
| Raja Casablanca | 3  | 0 | 0 | 3 | 5  | 9  | −4 | 0 |

| Real Madrid                               | 3–1      | Al-Nassr                  |
| ----------------------------------------- | -------- | ------------------------- |
| Anelka 21' · Raúl 61' · Sávio 69' (ph.đ.) | Chi tiết | Al Husseini 45+1' (ph.đ.) |

| Corinthians                 | 2–0      | Raja Casablanca |
| --------------------------- | -------- | --------------- |
| Luizão 50' · F. Luciano 64' | Chi tiết |                 |

| Real Madrid     | 2–2      | Corinthians      |
| --------------- | -------- | ---------------- |
| Anelka 19', 71' | Chi tiết | Edílson 28', 64' |

| Raja Casablanca                                    | 3–4      | Al-Nassr                                         |
| -------------------------------------------------- | -------- | ------------------------------------------------ |
| Al Dosari 24' (l.n.) · El Moubarki 66' · Talal 73' | Chi tiết | Amin 4' · Bahja 63' · Al Husseini 64' · Saïb 85' |

| Real Madrid                                | 3–2      | Raja Casablanca              |
| ------------------------------------------ | -------- | ---------------------------- |
| F. Hierro 49' · Morientes 53' · Geremi 88' | Chi tiết | Achami 28' · Moustaoudia 59' |

| Al-Nassr | 0–2      | Corinthians                 |
| -------- | -------- | --------------------------- |
|          | Chi tiết | Ricardinho 24' · Rincón 81' |

### Bảng B
| Đội               | ST | T | H | B | BT | BB | HS | Đ |
| ----------------- | -- | - | - | - | -- | -- | -- | - |
| Vasco da Gama     | 3  | 3 | 0 | 0 | 7  | 2  | +5 | 9 |
| Necaxa            | 3  | 1 | 1 | 1 | 5  | 4  | +1 | 4 |
| Manchester United | 3  | 1 | 1 | 1 | 4  | 4  | 0  | 4 |
| South Melbourne   | 3  | 0 | 0 | 3 | 1  | 7  | −6 | 0 |

| Manchester United | 1–1      | Necaxa         |
| ----------------- | -------- | -------------- |
| Yorke 88'         | Chi tiết | Montecinos 14' |

| Vasco da Gama            | 2–0      | South Melbourne |
| ------------------------ | -------- | --------------- |
| Felipe 53' · Edmundo 86' | Chi tiết |                 |

| Manchester United | 1–3      | Vasco da Gama                  |
| ----------------- | -------- | ------------------------------ |
| Butt 81'          | Chi tiết | Romário 24', 26' · Edmundo 43' |

| South Melbourne    | 1–3      | Necaxa                                                        |
| ------------------ | -------- | ------------------------------------------------------------- |
| Anastasiadis 45+2' | Chi tiết | Montecinos 19' (ph.đ.) · A. Delgado 29' · Cabrera 79' (ph.đ.) |

| Manchester United | 2–0      | South Melbourne |
| ----------------- | -------- | --------------- |
| Fortune 8', 20'   | Chi tiết |                 |

| Necaxa         | 1–2      | Vasco da Gama           |
| -------------- | -------- | ----------------------- |
| A. Aguinaga 5' | Chi tiết | Odvan 14' · Romário 69' |

## Vòng 2

### Tranh hạng ba
| Real Madrid                                       | 1–1 (s.h.p.) | Necaxa                                               |
| ------------------------------------------------- | ------------ | ---------------------------------------------------- |
| Raúl 15'                                          | Chi tiết     | A. Delgado 58'                                       |
| Loạt sút luân lưu                                 |              |                                                      |
| Eto'o · Helguera · McManaman · Morientes · Dorado | 3–4          | Vázquez · Cabrera · Pérez · A. Aguinaga · A. Delgado |

### Chung kết
| Corinthians                                    | 0–0 (s.h.p.) | Vasco da Gama                                        |
| ---------------------------------------------- | ------------ | ---------------------------------------------------- |
|                                                | Chi tiết     |                                                      |
| Loạt sút luân lưu                              |              |                                                      |
| Rincón · F. Baiano · Luizão · Edu · Marcelinho | 4–3          | Romário · Alex Oliveira · Gilberto · Viola · Edmundo |

## Tóm tắt giải đấu
| Vị trí | Đội               | Liên đoàn | ST | T | H | B | BT | BB | HS | Đ  |
| ------ | ----------------- | --------- | -- | - | - | - | -- | -- | -- | -- |
| 1      | Corinthians       | CONMEBOL  | 4  | 2 | 2 | 0 | 6  | 2  | +4 | 8  |
| 2      | Vasco da Gama     | CONMEBOL  | 4  | 3 | 1 | 0 | 7  | 2  | +5 | 10 |
| 3      | Necaxa            | CONCACAF  | 4  | 1 | 2 | 1 | 6  | 5  | +1 | 5  |
| 4      | Real Madrid       | UEFA      | 4  | 2 | 2 | 0 | 9  | 6  | +3 | 8  |
| 5      | Manchester United | UEFA      | 3  | 1 | 1 | 1 | 4  | 4  | 0  | 4  |
| 6      | Al-Nassr          | AFC       | 3  | 1 | 0 | 2 | 5  | 8  | −3 | 3  |
| 7      | Raja Casablanca   | CAF       | 3  | 0 | 0 | 3 | 5  | 9  | −4 | 0  |
| 8      | South Melbourne   | OFC       | 3  | 0 | 0 | 3 | 1  | 7  | −6 | 0  |

| Quả bóng Vàng         | Quả bóng Bạc            | Quả bóng Đồng           |
| --------------------- | ----------------------- | ----------------------- |
| Edílson (Corinthians) | Edmundo (Vasco da Gama) | Romário (Vasco da Gama) |

| Giải phong cách | Al-Nassr |

## Các cầu thủ ghi bàn hàng đầu
3 bàn
- Nicolas Anelka (Real Madrid)
- Romário (Vasco da Gama)

2 bàn
| - Fahad Al-Husseini (Al-Nassr) - Agustín Delgado (Necaxa) - Edílson (Corinthians) | - Edmundo (Vasco da Gama) - Quinton Fortune (Manchester United) | - Cristian Montecinos (Necaxa) - Raúl (Real Madrid) |

1 bàn
| - Youssef Achami (Raja Casablanca) - Alex Aguinaga (Necaxa) - Fuad Amin (Al-Nassr) - John Anastasiadis (South Melbourne) - Ahmed Bahja (Al-Nassr) - Nicky Butt (Manchester United) - Salvador Cabrera (Necaxa) - Talal El Karkouri (Raja Casablanca) | - Bouchaib El Moubarki (Raja Casablanca) - Felipe (Vasco da Gama) - Geremi (Real Madrid) - Fernando Hierro (Real Madrid) - Fábio Luciano (Corinthians) - Luizão (Corinthians) - Fernando Morientes (Real Madrid) - Mustapha Moustaoudia (Raja Casablanca) | - Odvan (Vasco da Gama) - Ricardinho (Corinthians) - Freddy Rincón (Corinthians) - Moussa Saïb (Al-Nassr) - Sávio (Real Madrid) - Dwight Yorke (Manchester United) |